# Wspólnota administracyjna Mering
Wspólnota administracyjna Mering – wspólnota administracyjna (niem. Verwaltungsgemeinschaft) w Niemczech, w kraju związkowym Bawaria, w rejencji Szwabia, w regionie Augsburg, w powiecie Aichach-Friedberg. Siedziba wspólnoty znajduje się w miejscowości Mering.
Wspólnota administracyjna zrzesza jedną gminę targową (Markt) oraz dwie gminy wiejskie (Gemeinde): 
- Mering, gmina targowa, 13 505 mieszkańców, 26,87 km²
- Schmiechen, 1 228 mieszkańców, 13,50 km²
- Steindorf, 910 mieszkańców, 16,19 km²